# Morten Pedersen (Musiker)
Morten Pedersen (* 1980 in Kopenhagen) ist ein dänischer Jazz-Pianist, Komponist und Musikpädagoge.

## Biographie
Morten Pedersen studierte an der Musikhochschule im norwegischen Hamar, unter anderem bei Carsten Dahl, Kasper Villaume und Lars Jansson und erwarb 2007 den Master am Musikkonservatorium Esbjerg. Seitdem arbeitet er als Musikpädagoge und Jazzmusiker, unter anderem in Band-Projekten mit Petter Wettre, Thommy Andersson, dem Trio Pedersen/Melbye/Berre, der Maria Faust Group, dem Nicolas Kock Quartett und seinem eigenen Trio The Mighty Mouse mit dem norwegischen Schlagzeuger Håkon Berre. 2010 trat er mit diesem Trio auf dem Kopenhagen Jazz Festival auf. In seinen Kreativ-Workshops und musikpädagogischen Projekten arbeitet er an einer Kombination von Bildender Kunst und Jazz.

## Diskographische Hinweise
- The Mighty Mouse (Barefoot Records, 2007)